# 나가사키 바이패스
나가사키 바이패스(일본어: 長崎バイパス)는 나가사키현 이사하야시에서 나가사키시까지 이어주는 유료 도로이자 고속도로로, 34번 국도를 전용하고 있는 바이패스 도로이기도 하다. 서일본 고속도로에서 관리되어 있는 유료도로이지만, 법적상 자동차 전용도로로 지정되어 있다. 주요 경로는 3개의 구간으로 갈라지게 되며, 본선과 A구간, B구간 등으로 나뉜다. 그래서 나가사키 자동차도의 나가사키다라미 나들목에서 접속되고 있기도 하며, 가와히라 나들목에서부터는 쇼와초 방면과 니시야마 방면으로 분기한다. 또한 고속도로 넘버링상 번호는 "E96"으로 배정된 상태이다.

## 개요
- 기점 : 나가사키현 이사하야시 다라미초 이치누노
- 종점 : 나가사키현 나가사키시 쇼와2초메/니시야마4초메
- 총 연장 : 15.1 km
- 차선 수 : 4차선 (기점~히라야마 간), 2차선 (히라야마~쇼와, 히라야마~니시야마 간)
- 제한 속도 : 시속 60km/h로 시내 일반도로와 비슷한 규제가 적용됨.

## 연혁
- 1967년 11월 17일 : 일부 구간에 한하여 개통됨. 구간은 쇼와 선만 완성된 상태이며, 규슈 최초의 유료 자동차 전용도로가 성립됨. 당초에는 잠정적인 2차선을 유지하였으나 훗날 4차선으로 확장.
- 1991년 3월 27일 : 2단계 구간 개통. 당시에는 니시야마 선이 완성됨.
- 2006년 10월 31일 : ETC 할인제도의 시행 도입, 2007년도부터 연장 결정. 가와히라 유료도로와의 환승 및 연결은 당연히 적용 불가.[1]

## 접촉하고 있는 도로
- 국도 : 국도 제34호선
- 현도 : 나가사키현도 제45호선, 나가사키현도 제113호선, 나가사키현도 제235호선
- 고속도로 : 나가사키 자동차도, 가와히라 유료도로

## 같이 보기
- 국도 제34호선 (일본)